# Kumbha

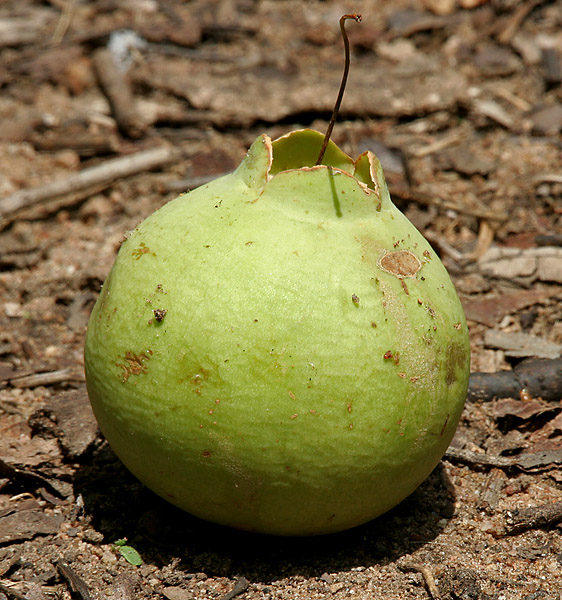
कुम्भा Kumbha (fruit de Careya arborea).

Kumbha (devanāgarī : कुंभ ) est un mot sanskrit, précisément un nom d'action masculin. Kumbha est d'abord l'action de mesurer un volume à l'aide d'un récipient. Par extension, ce mot nomme aussi la « mesure de capacité » qui résulte de cette action. Il s'étend ensuite aux outils permettant d'effectuer cette mesure, tels « une jarre, une cruche, un pot, un vase ».
Kumbha est aussi un nom neutre, il désigne en ce cas soit une plante (Careya arborea), soit un mantra.
À ce mot s'apparente le mot féminin kumbhī, mesure de capacité plus petite, « vase de terre pour la cuisine» ou simplement « petit pot ». D'autres élargissements sémantiques sont présentés dans le corps de cet article.

## Analyse morphologique
Kumbha est un mot sanskrit qui se note « कुंभ » en écriture devanāgarī.
Ce substantif masculin est un dérivé primaire d'une racine verbale qui, suivie d'un suffixe, permet de construire des noms d'action. Le suffixe « -a » qui suit une racine, souvent portée au degré plein, signale l'action que la racine évoque. Exemple : de la racine YUJ- procède le mot yoga signifiant « action de lier ».
De la racine KUMBH- provient le mot kumbha, qui signifie au sens premier « action de mesurer un volume à l'aide d'une jarre ».

### Mots dérivés
Le féminin est une formation secondaire, qui, dans le cas présent, substitue un -ī à la voyelle thématique -a, et donne le nom kumbhī qui se traduit « un petit pot ou une petite jarre ».
Les adjectifs qualificatifs sont aussi des dérivés secondaires. Ils se forment en ajoutant un suffixe au radical nominal. Le suffixe masculin -ka et les suffixes féminins -kā ou -kī ont souvent une valeur diminutive. Ces adjectifs peuvent être utilisés comme substantifs, ainsi kumbhaka, nom masculin, et kumbhikā, nom féminin, signifient tous les deux une « petite jarre ».
Le Haṭha yoga utilise le mot dérivé kumbhaka dans le sens d'une « rétention du souffle ».

### Mots composés
Le lexique sanskrit offre plusieurs mots composés dont le premier élément est kumbha comme kumbhakarna, kumbhapāka, kumbhadhānya.

## Variations sémantiques
Le mot kumbha désigne aussi la « bosse frontale de l'éléphant », qui ressemble à une jarre.

## Usages divers

### Astrologie et astronomie
Kumbha est le nom sanskrit du signe du Verseau dans l'astrologie Jyotish, repris dans le calendrier darien et le calendrier hindou.

### Géographie
Le mont Jannu situé dans l'Himalaya, ayant la forme d'une bosse frontale d'éléphant, est connu sous le nom de Kumbhakarna.

### Hindouisme
À l'origine, la fête de Kumbha Mela comporte, aux temps des semailles, diverses cérémonies propitiatoires au cours desquelles des kumbha chargés de grains sont immergés dans l'eau des fleuves sacrés afin d'y germer. Le kumbha symbolise par sa forme la matrice du monde. Kumbha mela peut être considéré comme un rituel de fertilité. Cette fête s'inscrit dans la tradition du barattage de la mer de lait. Lors de ce barattage, les mains de Dhanvantari, avatar mineur de Vishnou et futur roi de Kâshi, saisissent une kumbha débordante d'amrita, le nectar d'immortalité.
En 1989, Michelangelo Antonioni tourne un court métrage sur la fête de Kumba Mela.
Cette fête attira aussi les Beatles en Inde.

### Noms propres
Rana Kumbha, alias Maharana Kumbhakarna, qui fut raja du Mewar de 1433 à 1468, a donné son nom au site de Ranakpur (décennie 1440 en architecture). Il vainquit le sultan du Mâlvâ Mahmûd Khaljî en 1437 et construisit la ville d'Achalgârh en 1452.